# Lamposaari (ö i Norra Savolax, Nordöstra Savolax, lat 63,26, long 28,52)
Lamposaari är en ö i Finland. Den ligger i sjön Ala-Luosta och i kommunen Rautavaara i den ekonomiska regionen  Nordöstra Savolax ekonomiska region  och landskapet Norra Savolax, i den centrala delen av landet, 400 km nordost om huvudstaden Helsingfors. Öns area är 6,8 hektar och dess största längd är 400 meter i öst-västlig riktning.